# Granitmarathon
Der ASVÖ Raiffeisen Granitmarathon ist ein Mountainbike-Marathon-Rennen in Kleinzell im Mühlkreis (Oberösterreich). Er findet jährlich am Pfingstwochenende statt.
2006, 2015 und 2022 wurde im Rahmen dieses Rennens die österreichische Staatsmeisterschaft ausgetragen. Von 2007 bis 2011 war der Granitmarathon Teil der TREK Mountainbike Challenge, der insgesamt 10 Mountainbikerennen in Europa angehören. 2011 war er Schauplatz der Europameisterschaft des europäischen Radsportverbandes (UCI). Seit 2012 zählte er zur Centurion MTB Challenge.
Durch die besondere Landschaft im Mühlviertel unterscheidet sich das Rennen wesentlich von anderen großen Rennen.

## Marathon
Die Disziplin Mountainbike-Marathon ist jedes Jahr das Kernstück des Rennwochenendes. In den ersten beiden Jahren wurden zwei verschiedene Streckenlängen gefahren. Es handelte sich dabei um einen Rundkurs, der einmal bei der Small-Strecke (38 Kilometer) und zweimal bei der Classic-Strecke (76 Kilometer) gefahren werden musste. 2003 änderte sich diese Streckenführung geringfügig, sodass die Distanzen um zwei beziehungsweise vier Kilometer länger wurden. Seit 2004 gibt es eine dritte Streckenvariante, die Light-Strecke ist 27 Kilometer lang und soll vor allem Hobbyfahrer ansprechen. Durch die Austragung der Mountainbike-Marathon-Europameisterschaft im Jahr 2011 wurde die Strecke bereits 2009 an die neuen Auflagen und Besonderheiten des UCI-Regelwerks angepasst. Die Classic-Strecke führte seit 2009 über 100 Kilometer, wobei jeder Punkt nur einmal angefahren wird. Die Small-Strecke wurde ebenfalls leicht abgeändert und es sind hier 50 km zu absolvieren. Die Light-Strecke blieb gleich.
Im Jahr 2012 wurde wieder auf eine kürzere Strecke zurückgestiegen. Wie bereits üblich gab es drei verschiedene Wertungen (Light, Small, Classic). Die Light-Strecke war ca. 24 Kilometer (550 Höhenmeter) lang. Die Small ca. 38 (1300 Höhenmeter) Kilometer und die Classic ca. 78 Kilometer (2500 Höhenmeter), wobei bei der Classic-Wertung die Small-Strecke zweimal zu absolvieren war.
In den Jahren 2014 und 2015 wurde ein 3-Tages-Etappenrennen durchgeführt, bei den beinahe die gesamte Granitland-Strecke mit bis zu 270 km absolviert wurde.
Im Jahr 2016 wurden die Strecken weiter ausgebaut, die Small- und Classic-Strecke werden auf 49 und 60 km verlängert und eine neue Xtreme-Strecke mit 90 km eingeführt, um dem generellen Trend zu längeren Strecken gerecht zu werden.
Die für das 20. Jubiläum im Jahr 2020 geplanten Österreichische Staatsmeisterschaften in der Disziplin Mountainbike Marathon mussten leider genauso wie der Bewerb im Jahr 2021 aufgrund der COVID-19-Pandemie abgesagt werden.
Im Jahr 2022 konnten bei der 20. Auflage erneut die Österreichischen Staatsmeisterschaften in der Disziplin Mountainbike Marathon durchgeführt werden.

### Europameisterschaft 2011
Am 12. Juni 2011 wurde im Rahmen des Granitmarathons die UEC Mountainbike Marathon Europameisterschaft ausgetragen. Durch starken Regen am Tag davor war die Strecke stark aufgeweicht und rutschig. Bei den Damen setzte sich die Schwedin Pia Sunstedt durch. Sally Bigham (GB) und Elena Giacomuzzi (ITA) belegten die Plätze 2 und 3. Alexey Medvedev aus Russland war bei den Herren der Sieger. Jukka Vastaranta aus Finnland belegte Platz 2, Tim Böhme aus Deutschland wurde dritter.

### Wertungen
Die Wertungen wurden im Laufe der Jahre immer wieder abgeändert. Die längsten Wertungen wurde 2010 und 2011 gefahren. Grund dafür war die Austragung der Europameisterschaft. Seit 2016 werden folgende Streckenlängen gefahren:
| Name    | Länge        | Höhendifferenz  |
| ------- | ------------ | --------------- |
| Xtreme  | 90 Kilometer | 3100 Höhenmeter |
| Classic | 60 Kilometer | 2000 Höhenmeter |
| Small   | 49 Kilometer | 1500 Höhenmeter |
| Light   | 26 Kilometer | 700 Höhenmeter  |

### Strecke

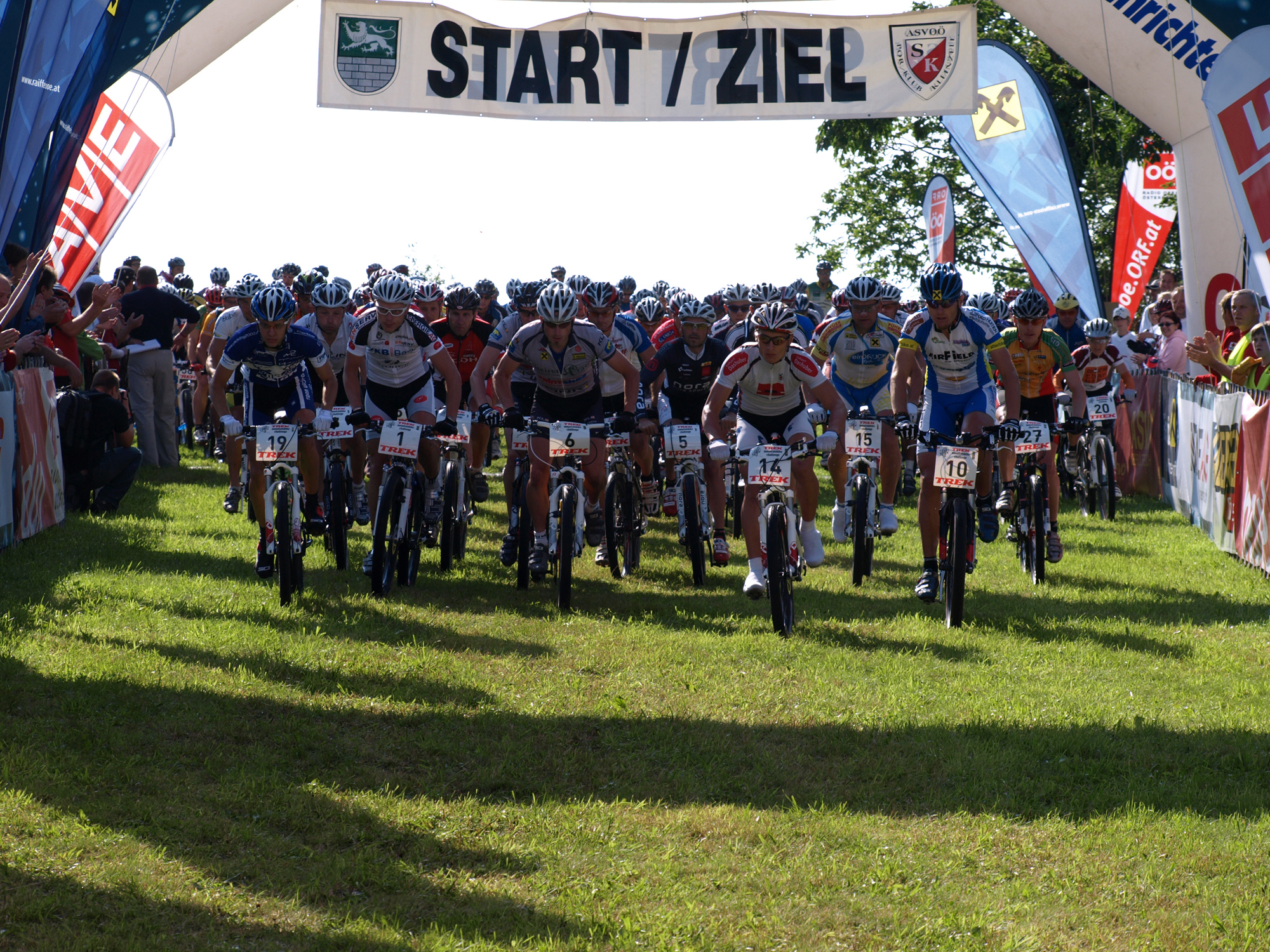
Start der Classic-Wertung

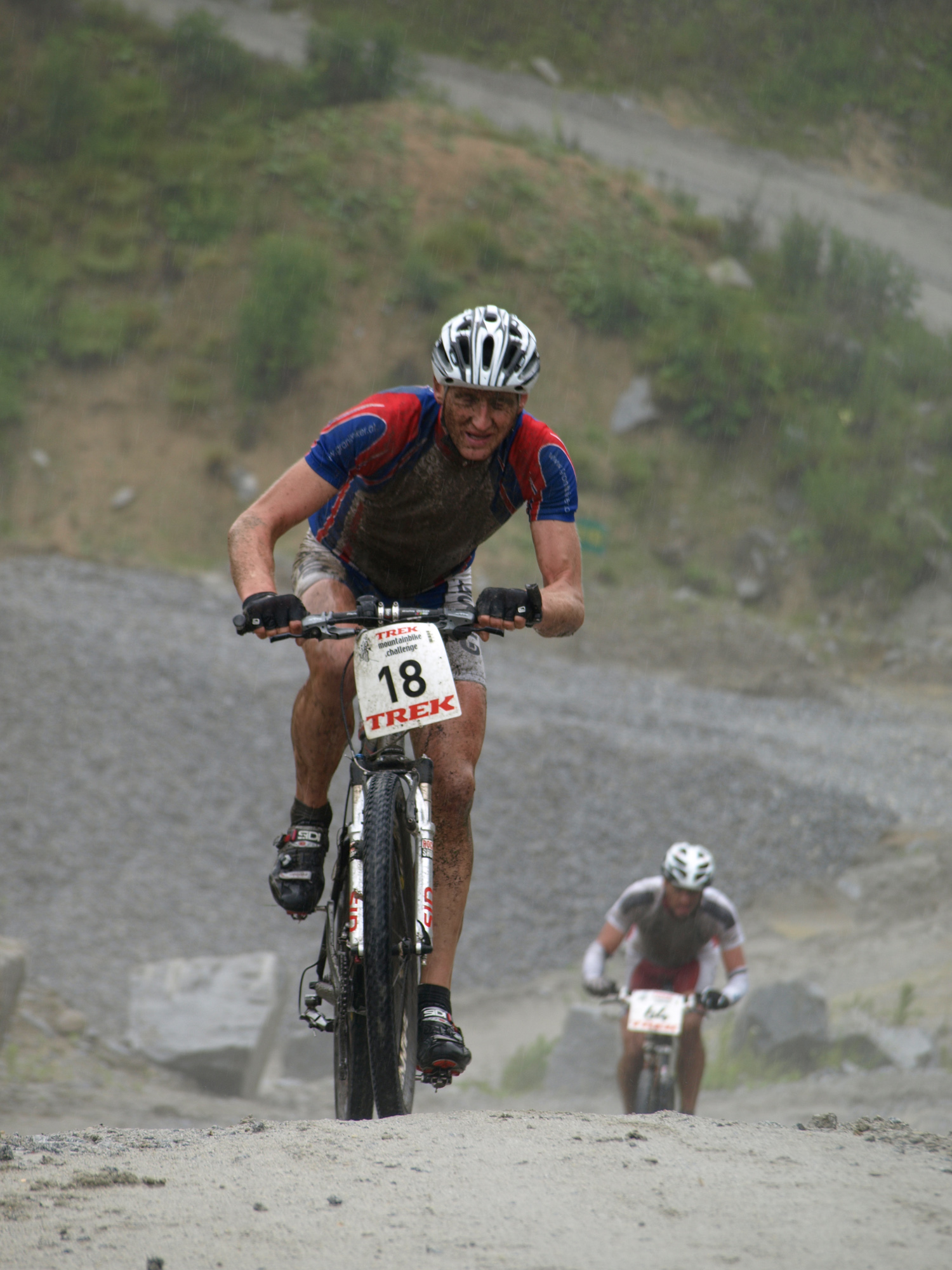
Radfahrer im Steinbruch

In Kleinzell wurde 2011 die Mountainbike Marathon Europameisterschaft ausgetragen. Daher war es notwendig die bisherige Strecke völlig neu zu gestalten, um den Anforderungen des Europäischen Radsportverbandes gerecht zu werden. Die EM-Strecke musste ein Rundkurs sein, bei dem kein Punkt zweimal angefahren wurde. Außerdem musste die Siegerzeit über 4 Stunden liegen. Bis 2008 wurden für die Classic-Wertung 2 Runden der Small-Strecke gefahren.
Bis 2009 wurden die Rennen auf einem 40 Kilometer langen Rundkurs ausgetragen. Je nach Wertung wurde diese Runde ein- oder zweimal gefahren. Der Light-Bewerb fand ebenfalls auf dieser Strecke statt, ein 13 Kilometer langer Abschnitt wurde hier ausgelassen und durch eine kurze Abkürzung ersetzt. Die EM-Strecke verlief in vielen Teilen auf den bereits in den Vorjahren benutzten Abschnitten. Wesentliche Neuerung war, dass der Streckenverlauf einige zusätzliche Orte und Ortschaften nördlich von Kleinzell ansteuerte.
Der Start des Classic-Bewerbs (100 Kilometer) erfolgte in Kleinzell. Um zu Beginn das Feld aufzuteilen, wurden auf den ersten 8 Kilometern verschiedenste Forstwege und Straßen im Ortsgebiet von Kleinzell befahren. Bei Kilometer 8 begann ein längerer, teilweise sehr anspruchsvoller Singletrail, der bis zum Kraftwerk Partenstein hinunter führte. Dort begann ein Anstieg über die Druckrohrleitungen bis zur Ortschaft Ramersberg. Bei Kilometer 11 ging es wieder bergab auf einem Forstweg bis zur Großen Mühl. Im Mühltal bog die Strecke links Richtung Altenfelden ab. Zuerst ein längerer Anstieg auf einem Forstweg, dann weiter auf Straßen und kurzen Waldstücken durch das Ortsgebiet von Altenfelden bis zum Wildpark Altenfelden. Von dort ging es weiter auf Straßen und Wegen Richtung Kirchberg ob der Donau. Bei Kilometer 25 begann eine längere Abfahrt in das Donautal bis zur Ortschaft Obermühl. Von hier aus ging es weiter mit einem Anstieg nach Lembach im Mühlkreis. Bei Kilometer 40 überquerte die Strecke die Hauptstraße (Variante 5). Von hier aus ging es auf Wald- und Wiesenwegen weiter Richtung Putzleinsdorf. Bei Kilometer 45 begann ein steiler Anstieg, der zum Ameisberg führt. Die Hälfte der Strecke wurde am höchsten Punkt des Berges erreicht. Es folgte eine 5 Kilometer lange Abfahrt zurück nach Putzleinsdorf und weiter bis zur Kleinen Mühl bis zur Ortschaft Doppl. Hier begann nach 70 Gesamtkilometern ein Anstieg bis nach Altenfelden in die Ortschaft Mairhof. Über Forstwege und Straßen kam man in das Ortsgebiet von Altenfelden und von dort über eine Abfahrt zum Stausee Neufelden. Bei Kilometer 90 begann ein kurzer, aber sehr steiler Anstieg auf einem Forstweg in Richtung Kleinzell bis zur Ortschaft Apfelsbach. Die letzten 10 Kilometer führten auf Straßen, Wald-, Forst- und Wiesenwegen durch das Kleinzeller Ortsgebiet. Bei Kilometer 95 passierte man die Resi Lacke, kurz darauf die Steinbrüche. Der letzte Anstieg vor dem Ziel wurde für eine gesonderte Bergsprintwertung extra gestoppt. Das Ziel erreichte man nach der Durchfahrt durch das Festzelt wieder beim Ausgangspunkt nach 100 Kilometern.
Die Strecken der übrigen Wertungen verlaufen auf großen Teilen ebenfalls auf der Classic-Strecke. Die Small-Strecke bog in Altenfelden nach dem Wildpark von der langen Strecke ab. Somit wurden hier die Orte Kirchberg, Lembach und Putzleinsdorf nicht angefahren. Die Light-Strecke folgte dem Tal der Großen Mühl und bog nicht nach links Richtung Altenfelden ab. Die Small-Strecke stieß im Ortsgebiet von Altenfelden (Kilometer 80 der Classic-Strecke) wieder zur langen Strecke dazu. Beim Anstieg in die Ortschaft Apfelsbach (Kilometer 90 der Classic-Strecke) kam auch die Light-Strecke wieder zu den beiden anderen.

Um die Sicherheit der Teilnehmer zu gewährleisten, waren auf der Strecke 118 Streckenposten platziert. Es gab sechs Labstellen, bei denen Flüssigkeit und feste Nahrung für die Teilnehmer bereitstanden. Um die medizinische Versorgung zu gewährleisten, befand sich im Start-/Ziel-Gelände ein Stützpunkt des Roten Kreuzes. Außerdem gab es auf der Strecke sechs Stationen, wo Teams des Roten Kreuzes postiert waren. 

### Sieger
2022
2022 wurden die Österreichischen Staatsmeisterschaften ausgetragen. Für Damen auf der 60-km-„Classic“-Strecke und für Herren auf der 90-km-„Xtreme“-Strecke.
| Jahr | Sieger 49 km     | Zeit      | Sieger 60 km                                         | Zeit      | Sieger 90 km                                     | Zeit      |
| ---- | ---------------- | --------- | ---------------------------------------------------- | --------- | ------------------------------------------------ | --------- |
| 2019 | Irmgard Heumader | 2:37:11.6 | Angelika Tazreiter (Österreichische Staatsmeisterin) | 3:02:11.1 | Bianca Morvillo                                  | 5:09:13.8 |
| 2019 | Jakob Mayrhofer  | 2:07:44.6 | Andreas Schrottenbaum                                | 2:45:08.3 | Daniel Geismayr (Österreichischer Staatsmeister) | 3:44:59.1 |

2020–2021
Keine Austragung des Rennens aufgrund der Corona-Pandemie.
2016–2019
Seit 2016 werden neue Strecken in den Längen Light – 27 km, Small – 49 km, Classic – 60 km und Xtreme mit 90 km angeboten.
| Jahr | Sieger 49 km          | Zeit       | Sieger 60 km       | Zeit       | Sieger 90 km       | Zeit      |
| ---- | --------------------- | ---------- | ------------------ | ---------- | ------------------ | --------- |
| 2019 | Katja Neuner          | 2:28:44    | Barbara Mayer      | 3:07:47.8  | Sabine Sommer      | 4:48:15   |
| 2019 | Michael Holland       | 2:06:06    | Christoph Mick     | 2:41:58.8  | Christoph Soukup   | 3:59:35   |
| 2018 | Katja Neuner          | 2:38:42.2  | Karoline Neumüller | 3:26:17.4  | Angelika Tazreiter | 4:43:40.0 |
| 2018 | Andreas Schrottenbaum | 2:05:18.4  | Wolfgang Krenn     | 2:40:14.7  | Christoph Soukup   | 4:01:08.2 |
| 2017 | Barbara Mayer         | 2:22:40.9  | Katharina Alberti  | 3:23:52.2  | Sabine Sommer      | 4:40:54.6 |
| 2017 | Andreas Egger         | 2:05:53.7  | Wolfgang Krenn     | 2:40:28.7  | Matthias Leisling  | 4:03:18.5 |
| 2016 | Sandra Koblmüller     | 2:46:03.82 | Lena Putz          | 3:32:01.17 | Sabine Sommer      | 5:06:37.0 |
| 2016 | Andreas Schrottenbaum | 2:14:02.00 | Wolfgang Krenn     | 2:50:40.66 | Christoph Soukup   | 4:08:57.0 |

2014–2015
| Jahr | Sieger 38 km       | Zeit       | Sieger 78 km       | Zeit       | Sieger 3-Tages Etappenrennen    | Zeit       |
| ---- | ------------------ | ---------- | ------------------ | ---------- | ------------------------------- | ---------- |
| 2015 | Regina Genser      | 2:15:58.28 | Christina Kollmann | 4:31:47.75 | Eva Lehner + Sabine Loacker     | 20:52:58.0 |
| 2015 | Moritz Zoister     | 1:47:21.70 | Alban Lakata       | 3:36:32.56 | Matthias Leisling + Uwe Hardter | 13:20:55.0 |
| 2014 | Christina Kollmann | 1:49:03.5  | Sabine Sommer      | 4:08:08.8  | Barbara Mayer                   | 17:46:26.1 |
| 2014 | Christoph Mick     | 1:38:16.1  | Matthias Leisling  | 3:30:54.0  | Lukas Buchli                    | 15:13:06.3 |

2012–2013
| Jahr | Sieger 38 km       | Zeit      | Sieger 78 km   | Zeit      |
| ---- | ------------------ | --------- | -------------- | --------- |
| 2013 | Christina Kollmann | 1:57:17.0 | Sabine Sommer  | 4:26:53.2 |
| 2013 | Matthias Grick     | 1:39:33.6 | Lukas Buchli   | 3:29:09.5 |
| 2012 | Martina Deubler    | 1:52:02   | Birgit Söllner | 4:06:43   |
| 2012 | Bernhard Eisl      | 1:32:57   | Lukas Buchli   | 3:17:27   |

2009–2011
| Jahr | Sieger 50 km      | Zeit    | Sieger 100 km       | Zeit    |
| ---- | ----------------- | ------- | ------------------- | ------- |
| 2011 | Manuela Grünzweil | 2:30:13 | Pia Sunstedt *)     | 4:04:11 |
| 2011 | Gernot Nußbaumer  | 2:06:24 | Alexey Medvedev     | 4:01:45 |
| 2010 | Simone Hornegger  | 2:50:46 | Theresia Kellermayr | 5:47:49 |
| 2010 | Peter Cirkl       | 2:07:58 | Roman Rametsteiner  | 4:33:54 |
| 2009 | Monika Schachl    | 2:34:04 | Barbara Leubutsch   | 7:08:27 |
| 2009 | Florian Kremmair  | 2:12:37 | Roman Rametsteiner  | 4:36:10 |

- ) Die Damen fuhren eine verkürzte Strecke über 80 Kilometer.

2003–2008
| Jahr | Sieger 40 km          | Zeit    | Sieger 80 km       | Zeit    |
| ---- | --------------------- | ------- | ------------------ | ------- |
| 2008 | Eveline Egarter       | 2:11:03 | Manuela Grünzweil  | 4:25:11 |
| 2008 | Peter Cirkl           | 1:41:08 | Roman Rametsteiner | 3:20:09 |
| 2007 | Lisi Unterbuschachner | 2:11:06 | Karolina Kozela    | 4:13:07 |
| 2007 | Hannes Huemer         | 1:43:52 | Roman Rametsteiner | 3:19:58 |
| 2006 | Erni Kobler           | 2:24:24 | Doris Posch        | 4:17:49 |
| 2006 | Michael Kneidinger    | 1:47:29 | Heinz Verbnjak     | 3:20:09 |
| 2005 | Irene Pfab            | 2:18:10 | Manuela Grünzweil  | 4:28:35 |
| 2005 | Mario Reifenmüller    | 1:45:29 | Roman Rametsteiner | 3:32:46 |
| 2004 | Renate Koblmüller     | 2:23:54 | Manuela Grünzweil  | 4:31:10 |
| 2004 | Richard Zinhauer      | 1:45:07 | Alban Lakata       | 3:26:19 |
| 2003 | Madleine Vorbach      | 2:18:42 | Manuela Grünzweil  | 4:31:31 |
| 2003 | Roland Landl          | 1:45:16 | Roman Rametsteiner | 3:23:40 |

2001–2002
| Jahr | Sieger 38 km       | Zeit    | Sieger 76 km         | Zeit    |
| ---- | ------------------ | ------- | -------------------- | ------- |
| 2002 | Madleine Vorbach   | 2:11:16 | Andrea Michels-Smith | 4:14:11 |
| 2002 | Mario Reifenmüller | 1:44:31 | Martin Fischerlehner | 3:10:05 |
| 2001 | Karin Kondert      | 3:08:12 | Manuela Grünzweil    | 4:38:19 |
| 2001 | Hannes Huemer      | 2:12:51 | Martin Fischerlehner | 3:23:15 |

## Sehenswürdigkeiten und Kulturelles
Die verschiedenen Strecken des Granitmarathons führen an mehreren regionalen Sehenswürdigkeiten vorbei.

### Druckrohrleitungen Partenstein
Dem Streckenverlauf folgend erreichen alle Streckenvarianten nach ca. 9 Kilometern die Druckrohrleitungen die zum Speicherkraftwerk Partenstein führen. Beim Anstieg Richtung Ortschaft Ramersberg werden diese 371 m langen Rohrleitungen zweimal überquert. Die Rohre werden vom Stausee Neufelden über einen unterirdischen Stollen gespeist. Das Kraftwerk ist das älteste Großwasserkraftwerk in Österreich und wurde zwischen 1919 und 1924 erbaut.

### Mühltal und Mühltalbrücke
Bei Kilometer 11 erreichen wiederum alle Streckenvariationen das Tal der Großen Mühl. Flussaufwärts folgt man dem Fluss der in weiten Teilen dieses Abschnitts unberührt und natürlich verläuft. Die Teilnehmer der Kurzdistanzen (45 und 27 Kilometer) folgen in verschiedenen Abschnitten dem Mühltal noch etwas länger und unterqueren die Mühltalbrücke, auf der die Rohrbacher Straße B127 von Linz nach Aigen im Mühlkreis verläuft. Diese Brücke wurde in den Jahren 1991-1993 erbaut und ist 99 m hoch.

### Kleine Mühl
In der Ortschaft Obermühl (ca. bei Kilometer 30) gelangt man zur Mündung der Kleinen Mühl in die Donau. Der Kleinen Mühl wird flussaufwärts kurz gefolgt. In diesem Abschnitt des Flusses befinden sich mehrere alte Papierfabriken, die mittlerweile stillgelegt sind. Früher verwendeten sie die Energie des Wassers um Papier zu erzeugen. Die Kleine Mühl wird im weiteren Streckenverlauf noch zweimal gekreuzt.

### Ameisberg
Von 2009 bis 2011 führte die 100 km lange Classic-Strecke (EM Strecke) über die Orte Altenfelden, Kirchberg, Lembach und Putzleinsdorf bis auf den Ameisberg. Dieser Berg ist ein 941 m hoher Gipfel im nördlichen Mühlviertel.

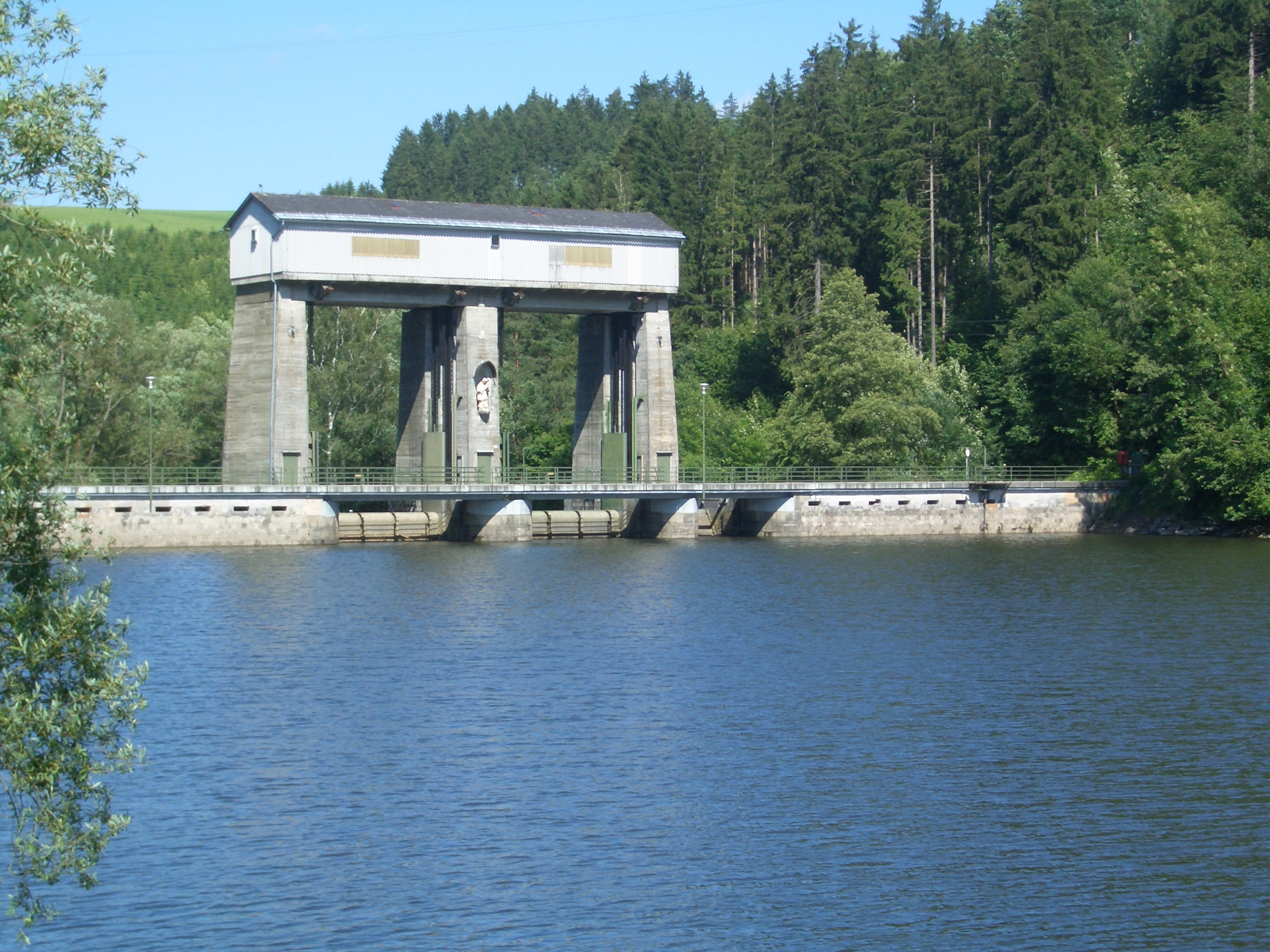
Staumauer am Stausee Neufelden

### Stausee Neufelden
Die 100-Kilometer-Strecke führte in der zweiten Streckenhälfte vom Ameisberg zurück über Altenfelden abwärts nach Neufelden, wo man ca. bei Kilometer 85 den Stausee Neufelden erreichte. Der Stausee war in der Streckenführung von 2009 bis 2011 Teil der Classic-Distanz. Er wurde im Zuge des Kraftwerkbaus in Partenstein errichtet. Die Stauung wird durch eine künstlich angelegte Mauer erreicht.

### Resi-Lacke
Auf den letzten Streckenabschnitten sämtlicher Streckenvarianten führt der Weg an der Resi Lacke vorbei. Es handelt sich dabei um einen um 1940 aufgelassenen Granitsteinbruch der sich über die Jahre mit Wasser gefüllt hat. Heute ist das Areal im Besitz der Gemeinde Kleinzell und ein beliebtes Naherholungsgebiet und Bademöglichkeit für die Bevölkerung.

### Granitsteinbrüche Kleinzell
Am Ende der jeweiligen Strecken durchfahren alle Teilnehmer den Granitsteinbruch der Granitwerke Kleinzell. Er ist der letzte noch betriebene Steinbruch in Kleinzell im Mühlkreis. Die Classic-Strecke führt kurz vor diesem Steinbruch durch den größeren Steinbruch der Firma Poschacher der zur Nachbargemeinde Sankt Martin im Mühlkreis (Ortschaft Plöcking) gehört. Hier wurden in den letzten Jahren Hitzerekorde von bis zu 40 Grad Celsius an den Renntagen aufgestellt. Bis zum Jahr 2008 führten alle Streckenvarianten durch beide Steinbrüche, seit 2009 nur noch die 100-Kilometer-Strecke.

## 4 Cross
In den Jahren 2005 bis 2007 wurde anlässlich des Granitmarathons auch jeweils ein 4-Cross-Bewerb durchgeführt. Die speziell dafür angelegte Strecke erfüllte im ersten Jahr nicht die notwendigen Auflagen, sodass der Bewerb kurzfristig in ein Dual-Rennen von jeweils zwei Fahrern umgewandelt wurde. 2006 wurde wie auch in der Marathondisziplin die 4-Cross Staatsmeisterschaft ausgetragen. 2006 und 2007 wurde der 4-Cross Bewerb als Flutlichtrennen durchgeführt. Die Teilnehmerzahlen waren über die Jahre sehr gering, dies veranlasste den Veranstalter die 4-Cross-Bewerbe nach dem Jahr 2007 wieder einzustellen.

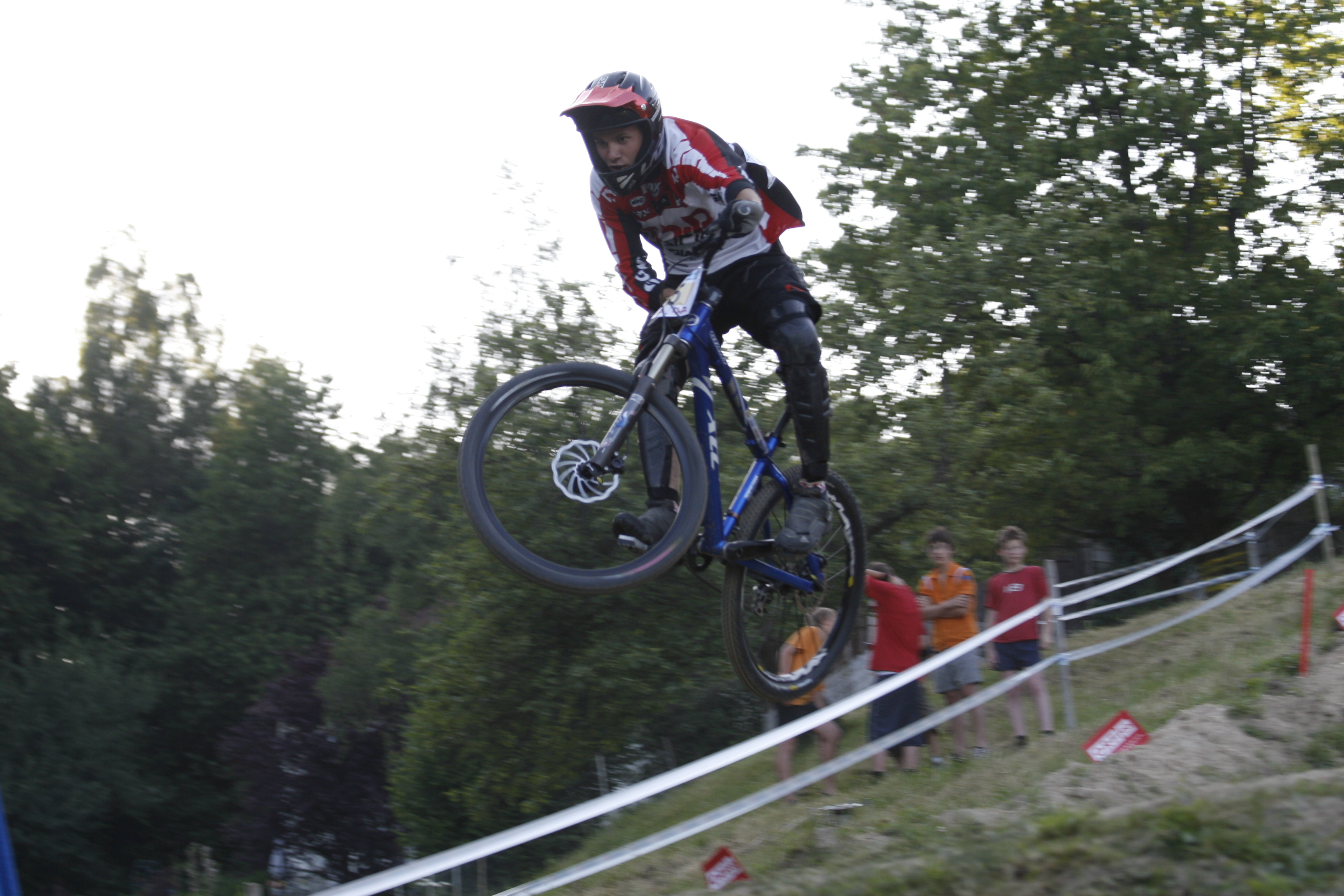
Biker beim Sprung

### Sieger
| Jahr | Damen                | Herren         | Fun                 | Junioren        |
| ---- | -------------------- | -------------- | ------------------- | --------------- |
| 2007 | Angelika Hohenwarter | Peter Fernbach | Johannes Hwang      | Stefan Fernbach |
| 2006 | Angelika Hohenwarter | Georg Engl     | Florian Gottschlich | Georg Sieder    |
| 2005 | kein Damenbewerb     | Roman Lagler   | Matthias Schön      | Markus Pekoll   |

## Nachwuchsbewerb
Am Vortag des Marathons finden jährlich Nachwuchsbewerbe für verschiedenste Altersklassen statt. Die Aufteilung für den Bewerb erfolgt nach Geburtsjahrgängen in die Gruppen U7, U9, U11, U13, U15 und U17. Es ist ein Rundkurs zu absolvieren, der den Altersklassen angepasst ist. Je älter die Teilnehmer werden, desto höher ist auch der Schwierigkeitsgrad der jeweiligen Strecken. Sämtliche Altersklassen beginnen und enden im Zielgelände des Granitmarathons. Die ersten sowie die letzten Streckenabschnitte sind demnach bei allen Altersklassen gleich.

## Mountainbike Ganzjahresstrecke
Die Erfolge des Granitmarathons und die damit verbundene Beliebtheit des Radsports in der Region, veranlasste die Gemeinde Kleinzell und weitere 4 Nachbargemeinden im Jahr 2004 den Verein Granitland zur Tourismusförderung zu gründen. Dieser Verein betreibt seit 2005 Mountainbike Ganzjahresstrecken. Jede Gemeinde hat im eigenen Ortsgebiet eine kurze Variante. Ursprünglich waren diese zwischen 8 und 23 Kilometer lang. Die Regionsstrecke führte durch alle beteiligten Gemeinden und war 50 Kilometer lang. Vor allem die Ortsstrecken Kleinzell und Altenfelden verliefen schon größtenteils auf der Rennstrecke des Granitmarathons.
In den letzten Jahren wurde das Streckennetz erweitert und neu mit markanten roten Hinweisschildern ausgestattet. Das Gebiet umfasst nun 10 Rundkurse in 25 verschiedenen Gemeinden mit einer Bandbreite von 8 bis 78 Kilometer (330 - 1940 Höhenmeter) sowie der großen Granitlandrunde mit 258 Kilometern auf 6630 Höhenmetern. Das Streckennetz umfasst damit nun mehr als 700 Kilometer. Für den Granitmarathon werden nach wie vor Teile der Strecken im Gemeindegebiet von Kleinzell, Altenfelden und Kirchberg genutzt.